# Происхождение честных древ Животворящего Креста
Статья — о церковном праздновании. О народной обрядности см. статью Медовый Спас
Происхожде́ние (изнесе́ние) честны́х дре́в Животворя́щего Креста́ Госпо́дня (греч. Ἡ Πρόοδος τοῦ τιμίου κα ζωοποιοῦ Σταυροῦ), также Всемилостивый Спас — православный праздник в первый день Успенского поста — 1 августа по юлианскому календарю. По Уставу относится к малым праздникам «со славословием» и имеет один день предпразднства.
Церковнославянское название праздника «происхождение» — не вполне точный перевод греческого слова, которое означает торжественную церемонию, крестный ход. Поэтому в название праздника добавлено слово «изнесение».
1 августа в Русской православной церкви также совершается «празднество Всемилостивому Спасу и Пресвятой Богородице» в воспоминание победы, одержанной Андреем Боголюбским над волжскими булгарами в 1164 году. Благоверный князь взял в поход чудотворную икону Владимирской Божией Матери и Честный Крест Христов, пред сражением усердно молился, прося защиты и покровительства Владычицы. В тот же день благодаря помощи свыше была одержана победа и ромейским императором Мануилом над сарацинами. Поэтому праздник мог быть установлен и им. История установления праздника в связи с победами Андрея и Мануила отражена в произведении владимирской литературы XII века «Сказание о победе над волжскими болгарами».
В этот день чтится также память святых мучеников Маккавеев.

## История установления праздника
Праздник был установлен в Константинополе в IX веке первоначально как местный. В XII—XIV веках он утвердился во всех Православных церквях. На Руси появился с распространением Иерусалимского устава в конце XIV века.
Греческий часослов 1897 года сообщает об истории установления праздника следующее:

По причине болезней, весьма часто бывавших в августе, издревле утвердился в Константинополе обычай износить Честное Древо Креста на дороги и улицы для освящения мест и в отвращение болезней. Накануне, износя его из царской сокровищницы, полагали на святой трапезе Великой церкви. С настоящего дня и далее до Успения Пресвятой Богородицы, творя литии по всему городу, предлагали его потом народу для поклонения. Это и есть происхождение Честного Креста.

«Сказание действенных чинов святыя соборныя и апостольския церкви Успения» 1627 года, составленное по повелению Патриарха Московского Филарета (Романова):

А на происхождение в день честнаго креста бывает ход, освящения ради воднаго и просвещения ради людскаго, по всем градам и весям.

## Богослужение

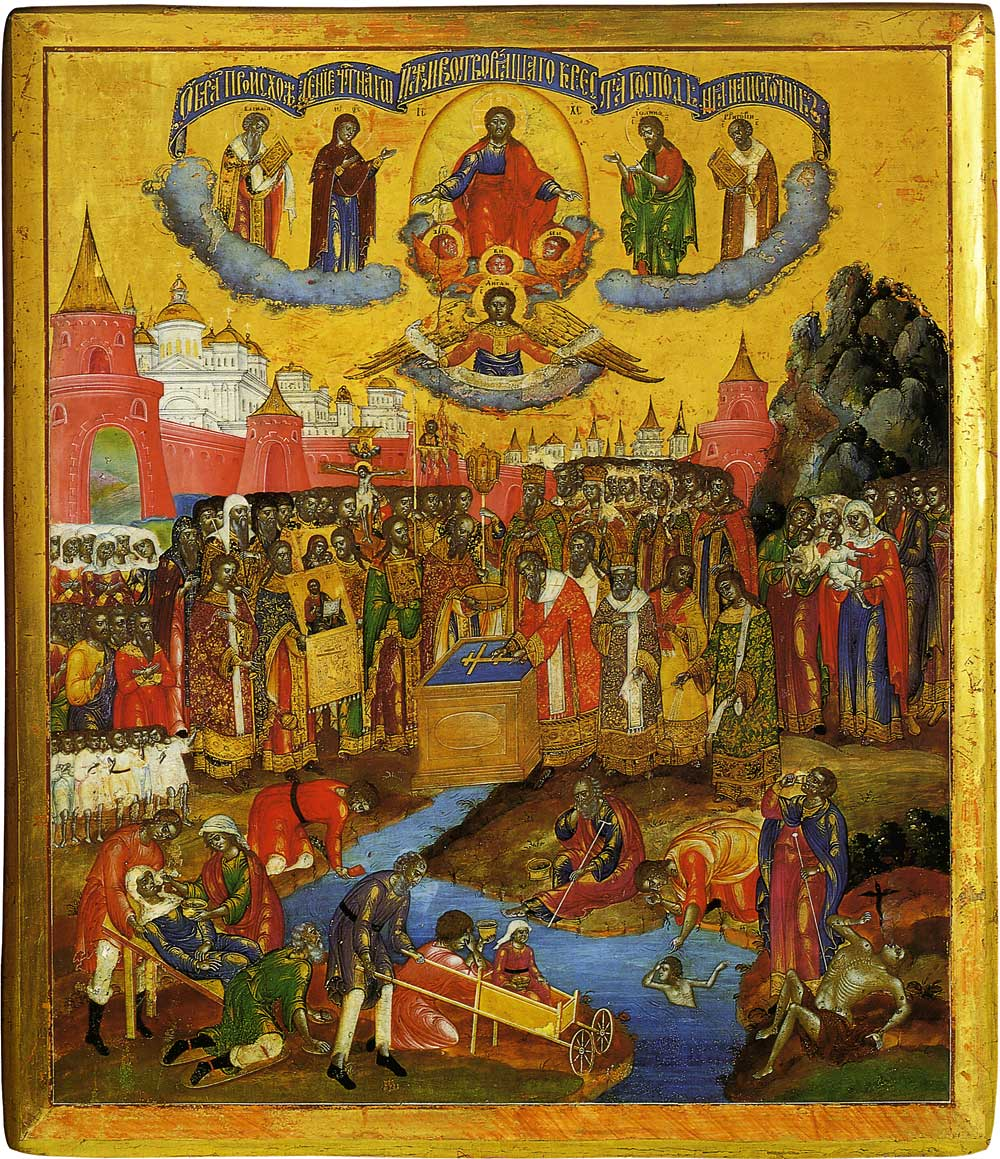
Происхождение Честнаго и Животворящего Креста Господня на источник (уральская икона, XIX век)

Особенности богослужения аналогичны особенностям богослужения Недели крестопоклонной (3‑я неделя Великого поста) и Воздвижения Креста Господня (14 сентября).
В современной богослужебной практике Русской православной церкви накануне (то есть 31 июля) вечером совершается вечерня и утреня (малая вечерня, которая должна служиться, согласно Богослужебному уставу, до вечерни, в современной приходской практике (и в большинстве монастырей) не отправляется). Пред вечерней в таком случае совершается перенесение Креста с жертвенника на престол по чину, установленному для Крестопоклонной недели. Если же утреня отправляется с утра, то Крест переносится на престол по отпусте вечерни.
На утрене перед Великим славословием настоятель надевает полное облачение. Во время Великого славословия, при пении Трисвятого, настоятель совершает каждение престола (трижды) и при пении «Святый Боже» в третий раз (погребальным распевом) износит Крест на голове с возду́хом, в преднесении двух светильников, северными дверьми (иконостаса); остановившись на амвоне, возглашает «Премудрость прости», затем при пении тропаря «Спаси, Господи, люди Твоя» полагает Крест на аналой. Совершается троекратное поклонение (земные поклоны) Кресту при пении «Кресту Твоему поклоняемся, Владыко, и Святое Воскресение Твое славим»; поются особые стихиры, во время которых предстоятель совершает помазание народа елеем.
Согласно принятому в настоящее время в Русской православной церкви чину, малое освящение воды 14 августа (по новому стилю) совершается до или после литургии. По традиции вместе с освящением воды совершается освящение мёда.
По традиции принятый для праздника цвет литургических облачений — тёмно-красный (фиолетовый).